# Battig-Haus

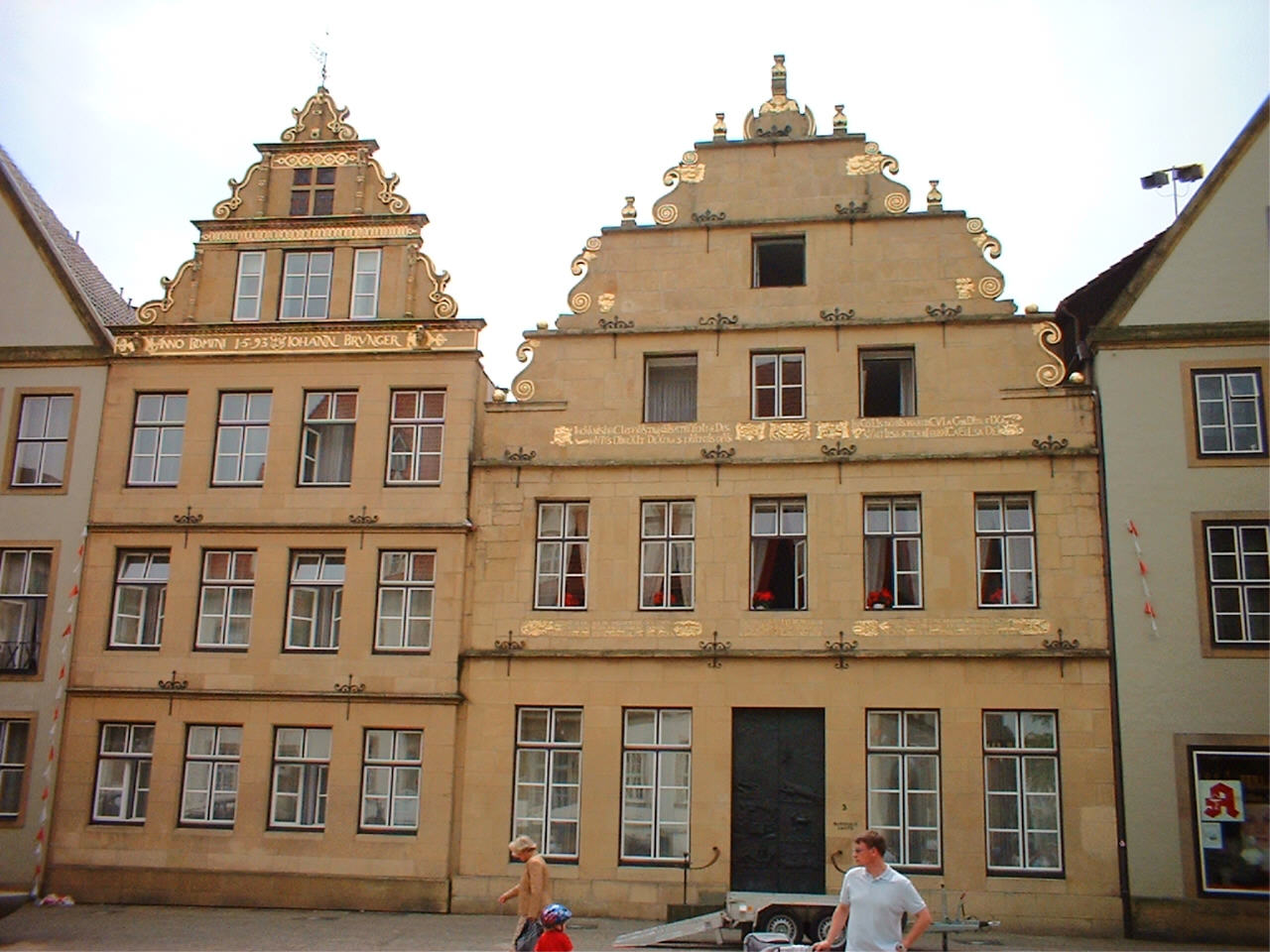
Battig-Haus am Alten Markt (rechts)

Das Battig-Haus ist ein historisches Bürgerhaus in der Altstadt von Bielefeld im Stadtbezirk Mitte. Es wurde 1680 erbaut und gehört heute zum Gebäudekomplex der Lampe-Bank.

## Lage
Das Battig-Haus befindet sich an der Südseite des Alten Marktes im Herzen der Bielefelder Altstadt. Es trägt die Hausnummer Alter Markt 3.
Das Gebäude ist heute in den Komplex der Lampe-Bank eingebunden, der sich, vom Markt ausgehend, bis an den Gehrenberg und an die Welle erstreckt. Rechts vom Battighaus erhebt sich die nach dem Zweiten Weltkrieg in schlichten Formen erbaute „Apotheke am Alten Markt“, die noch deutliche Anklänge an die Heimatschutzarchitektur zeigt.

## Geschichte und Baugeschichte
Die Bezeichnung „Battig-Haus“ geht auf einen früheren Eigentümer zurück. Wie man auf alten Fotos erkennen kann, diente es zu Beginn des 20. Jahrhunderts als Drogerie. Für die Ladennutzung hatte man beiderseits des Einganges große Schaufenster eingebrochen. Auf der linken Seite gelangte man durch eine Tür in den so genannten „Butterkeller Jacke“, ein Feinkostgeschäft, von dem aus früher ein Gang zur Sparrenburg geführt haben soll. Diese Vermutung stellte sich allerdings als falsch heraus.
Im Zweiten Weltkrieg brannte das Gebäude bis auf die Umfassungsmauern aus. Erhalten blieb lediglich der Giebel, der anschließend in einen von Paul Griesser entworfenen Bank-Neubau einbezogen wurde. Beim Wiederaufbau wurden an der Fassade einige Veränderungen vorgenommen. Im Erdgeschoss setzte man anstelle der beiden Schaufenster insgesamt vier Sprossenfenster ein, die – gemeinsam mit dem Portal – von einer Sandsteinrahmung eingefasst wurden. Das in Höhe der ersten Giebelstaffel vorhandene Gesimsband, das auch zwischen den Fenstern verlief, wurde soweit reduziert, dass die frühere Einteilung des unteren Giebelfeldes in zwei Abschnitte heutzutage nicht mehr deutlich wird.
Von 1973 bis 1975 wurden die Giebelfronten des Bankhauses Lampe auf Anregung von Dr. Oetker erneuert. Die Leitung hatte der Architekt Cäsar F. Pinnau (Hamburg) übernommen. Dabei wurden die großen Öffnungen des Erdgeschosses durch kleinere Fenster ersetzt und die Rahmung wieder entfernt. Oberhalb des Erdgeschosses wurde ein breites Gesims eingefügt. Allerdings gab es gegen die vom Bildhauer Hans Wimmer geschaffene Bronzetür Bedenken seitens der Denkmalpflege, da sie „nicht axialsymmetrisch aufgeteilt“ ist, „dem Kompositionsschema der Fassade widerspricht und außerdem bei der Öffnung in zwei Flügel auseinandergerissen und unverständlich würde.“ Trotz dieser Einwände wurde die Tür schließlich eingebaut. Im Zuge der Renovierungsmaßnahmen wurde dem links anschließenden, recht schlicht gehaltenen Nachbargebäude der Renaissance-Giebel des Hauses Obernstraße 29 vorgeblendet, der fast zwei Jahrzehnte auf dem städtischen Bauhof eingelagert war.

## Baubeschreibung
Das Battig-Haus ist ein zweigeschossiger Bau mit Satteldach. Die unverputzte Fassade von fünf Achsen wurde aus sorgfältig behauenen Sandsteinquadern errichtet. Erd- und Obergeschoss werden durch ein kräftiges Gesims voneinander geschieden, das mit Mauerankern besetzt ist. In der Mittelachse des Erdgeschosses befindet sich der Haupteingang des Hauses, das mit einem zweiflügeligen Bronzeportal ausgestattet ist. Den oberen Abschluss des Hauses bildet ein reich verzierter Volutengiebel, dessen einzelne Geschosse ebenfalls durch Gesimse voneinander getrennt werden.
Obwohl erst 1680 erbaut, lehnt sich die Fassade des Battig-Hauses noch stark an die Formensprache der Weserrenaissance an. Dies betrifft vor allem die Gliederung des Baukörpers durch Gesimse. Die „Art der Staffelfüllungen“ ist jedoch schon barock. So fehlen die für Giebel der späten Weserrenaissance so typischen Obelisken auf den oberen Staffeln. An ihre Stelle treten Vasen, denen heute jedoch die deckelartigen Abschlüsse fehlen.

## Inschriften
Die Fassade ist mit zahlreichen vergoldeten Inschriften versehen. Unterhalb der Fenster des ersten Obergeschosses ist Folgendes zu lesen:
- Links:
- Quod pia fata volunt, hominum non invida [pac]ta
- tollunt; constanter sors sua quemque manet.
- VICInVs bonVs, ast oMnIs Longe InVIDVs esto.[10]

(Übersetzung: Was das fromme Geschick will, heben missgünsige Taten der Menschen nicht auf;
unabänderlich erwartet jeden sein Los. Der Nachbar sei gut, aber jeder missgünstige [Nachbar] bleibe fern.)
- Mitte:
- es VVolle gott seLbst Ins haVs Legen
- LiIecht, frIeD, HeIL, gLVeCk VnD reIChen segen.[11]
- a IhoVa DoMVI hVIC Ipsa VeniIto saLVs[12]

(Übersetzung: Von Gott (Jehova) komme diesem Hause das Heil selbst).
- Rechts:
- Utque alios alii de religione docerent,
- contiguas pietas iussit habere preces.
- HAVD MorIor, VIVVs narro pLaCIta Ipsa IehoVae[13]

(Übersetzung: und damit die einen über die Religion bekehrten, hat die Frömmigkeit befohlen, fortlaufend Gebete abzuhalten. Ich sterbe nicht, sondern verkünde Gottes eigene Beschlüsse.)
Zwei weitere Inschriften befinden sich im unteren Giebelfeld unterhalb der Fenster:
- Links:
- In CoeLIs nobIs habItaCVLa ConDIta fIxa
- sVnt, Ipsa aeternI fabrICa CeLsa DeI.[14]

(Übersetzung: Im Himmel sind uns feste Wohnungen gegründet, des ewigen Gottes hohes Gebäude selbst.)
- Rechts:
- IhoVa NIsI faCIat, frVstra qVIs strVXerIt aeDes;
- hVIVs DIreXIt DeXtra strVentIs opVs.[15]

(Übersetzung: Wenn Gott (Jehova) es nicht tut, baut einer das Haus vergeblich. Seine rechte Hand hat die Arbeit des Bauenden geleitet.)
Die größeren Buchstaben bilden Chronogramme, die jeweils das Baudatum 1680 angeben.

## Bedeutung
Am Alten Markt verfügen nur noch das Battig-Haus und das den Beginn der Obernstraße markierende Crüwell-Haus über eine historische Fassade. Alle anderen Gebäude wurden im Zweiten Weltkrieg zerstört oder bereits um 1900 abgebrochen. Das linke Nachbarhaus ist kein Altbau, sondern wurde erst 1976 mit einem Renaissance-Giebel versehen, der ursprünglich vom Haus Obernstraße 29 stammt. Durch die schlichten, sich an den Dimensionen des Battig-Hauses orientierenden Nachbarbauten gelang es dem Architekten Paul Griesser, den historischen Charakter des Marktes zu bewahren. Obwohl erst zur Zeit des Barocks errichtet, zeigt das Battig-Haus noch deutliche Anklänge an die Bauformen der Weserrenaissance, so dass es als letzter Vertreter dieser Epoche angesehen wird.